# Calydorea crocoides
Calydorea crocoides är en irisväxtart som beskrevs av Pierfelice Ravenna. Calydorea crocoides ingår i släktet Calydorea och familjen irisväxter. Inga underarter finns listade i Catalogue of Life.